# Natten (film)
Natten (originaltitel: La notte) är en italiensk dramafilm från 1961 i regi av Michelangelo Antonioni, med Marcello Mastroianni, Jeanne Moreau och Monica Vitti i huvudrollerna.
Filmen vann 1961 Guldbjörnen vid filmfestivalen i Berlin och en David di Donatello för bästa regi.

## Rollista i urval
- Marcello Mastroianni – Giovanni Pontano
- Jeanne Moreau – Lidia
- Monica Vitti – Valentina Gherardini
- Bernhard Wicki – Tommaso Garani